# Григор, сын Абаса
Григо́р, сын Аба́са также известный как Григо́р Абася́н (арм. Գրիգոր որդի Աբասա (Աբասյան), ок. 1150 — 1220/21) — армянский богослов XII—XIII веков, видный церковный деятель.

## Биография
Точная дата и место рождения неизвестны. Обучение прошёл в Ахпатском монастыре, под руководством известных учителей Вардана и Петроса. Получив титул вардапета, стал сам заниматься педагогической деятельностью. С 1214 года был настоятелем Санаинского, с 1219 года — Аричского монастыря. Умер в Санаине, в 1221 (по другим данным в 1220) году и был похоронен под северной стеной церкви Сурб Аствацацин.
Наиболее известен по своему труду «Книга причин»(арм. Գիրք պատճառաց), написанному не позже 1217 года.

## «Книга причин»
В труде автор впервые попытался обобщить армянскую комментаторскую литературу. По сути «Книга причин» является первой армянской энциклопедией комментариев. Состоит из трёх частей и содержит 196 статей, представляющие из себя комментарии (так называемые причины) к известным религиозным текстам. Каждая статья начинается словами начало и причина (или просто причина). В первой части даются истолкования к текстам Ветхого Завета, во второй — к так назвыаемым "внешним" (т.е. не из Священного Писания) трудам, в третьей — к текстам Нового Завета. Во второй части Григор в основном пользуется трудами своего однокашника — Давида Кобайреци, а также других армянских мыслителей своего времени — Вардана Ахпатеци, Мхитара Гоша, и т.д. В этой части даются толкования к богословским и философским трудам Филона Александрийского, Григория Назианзина, Григория Нисского, Василия Кесарийского, Евагрия Понтийского, Дионисия Ареопагита и Давида Непобедимого.
В Санаинской школе сочинение Григора служило в качестве учебника. В целом в «Книге причин» исследованы около 165-и религиозных текстов и произведений разного характера. Комментируемые тексты автор делит на «широкие письмена» и «тонкие письмена»: под первыми понимая Священные Писания, а под вторыми — творения отцов Церкви и философские сочинения.
Сохранился в трёх полноценных и нескольких неполных списках.

## Комментарии
1. ↑  Полное заглавие в рукописях — «Книга причин широких и тонких письмен, взятых из святых отцов и вардапетов, собранных вместе усердием великого рабунапета Григора, сына Абаса» (арм. Պատճառ լայն և նուրբ գրեանց առեալ ի հարցն սրբոց և ի վարդապետաց, և ի մի հավաքեալ և հոգացեալ մեծ րաբունապետին Գրիգորի որդւոյ Աբասայ)
2. ↑  Причина (греч. αἰτίαι, арм. պատճառ) — жанр богословской (комментаторской) литературы, распространённый в Византии и Армении. Так назывались комментарии, в которых разъяснялись необходимость и обстоятельства создания того или иного литературного произведения.
3. ↑  Матенадаран № 1879 (древнейшая копия, XIII век), библиотека Собора Св. Иакова № 3325, библиотека Венских мхитаристов № 47